# Mabool
Mabool è il terzo album degli israeliani Orphaned Land pubblicato nel 2004. Mescola sonorità tipicamente mediorientali a un suond Death Metal a tratti aggressivo e a tratti notevolmente melodico. Un cd che affonda le sue radici nella cultura e nella tradizione di israele e dintorni, molto ispirato ed evocativo.
Il concept alla base dell'album è la storia dei tre figli del Settimo (Dio, nella numerologia classica). Ciascuno dei tre angeli figli ricevette un potere e un simbolo: La Stella di Davide e la magia, la Mezzaluna e la forza, la Croce e la saggezza.
Dio proibì ai suoi tre figli di riunirsi, per timore della loro potenza. Gli angeli ignorarono l'ordine e si fusero in un unico angelo, che Dio separò nuovamente. Esiliati sulla Terra, i tre furono condannati a combattere tra loro, fin quando non avessero provato di aver compreso i loro errori. Gli angeli a un certo punto provarono ad avvertire l'umanità dell'imminente Diluvio Universale, ma non riuscirono a salvarla tutta.

## Tracce
1. Birth of the Three (The Unification) – 6:57
2. Ocean Land (The Revelation) – 4:43
3. The Kiss of Babylon (The Sins) – 7:23
4. A'salk – 2:05
5. Halo Dies (The Wrath of God) – 7:29
6. A Call to Awake (The Quest) – 6:10
7. Building the Ark – 5:02
8. Norra el Norra (Entering the Ark) – 4:24
9. The Calm Before the Flood – 4:25
10. Mabool (The Flood) – 6:59
11. The Storm Still Rages Inside – 9:20
12. Rainbow (The Resurrection) – 3:01

Tracce di The Calm Before the Flood (edizione limitata):
1. The Evil Urge − 3:28
2. A Never Ending Way − 3:14
3. Mercy (Paradise Lost cover) − 3:46
4. The Beloved's Cry − 6:42
5. The Orphaned's Medley − 9:33

## Musicisti

### Orphaned Land
- Kobi Farhi - voce e growl
- Yossi Saharon (Sassi) - chitarra, oud e saz
- Matti Svatitzki - chitarra
- Uri Zelcha - basso
- Avi Diamond - batteria

### Guest e musicisti in studio
- Avi Diamond − batteria
- Avi Agababa − percussioni
- Shlomit Levi − voce femminile yemenita

Coro orientale
- David Sassi
- Avi Ratzon
- Yariv Malka
- Kobi Farhi
- Yossi Sassi
- Eden Rabin
- Erez Caspi

Moran Ensemble
- Tali Ketzef
- Neta Gev
- Neta Kirschenbaum
- Michal Front
- Yael Front
- Naama Aharony
- Reut Venforero
- Noa Kalush
- Liad Dahari
- Rachel Reuven
- Yair Goren
- Yair Polishuk
- Eden Rabin
- Kobi Farhi
- Yossi Sassi

### Produzione e altro
- Tutte le canzoni composte dal 1997 al 2003 da Yossi Sassi, Matti Svatizki, Eden Rabin, Kobi Farhi, Kobi Farhi and Uri Zalcha (eccetto canzone 8 - Tradizionale).
- Composizioni aggiuntive nelle canzoni 1, 5, 6, 10 di Sami Bachar.
- Arrangiamenti di Kobi Farhi con l'aiuto di tutti i membri degli Orphaned Land.
- Ingegnere di registrazione: Erez Caspi
- Aiuto ingegnere di registrazione: Simon Vinestock, Daniel Ya'ari
- Assistente ingegnere di registrazione: Marselo David Kovalsky, Rafi Nahmias
- "Moazin" (fine della seconda canzone) cantata e registrata segretatamente nel "Taj Mahal", India da Kobi Farhi.
- Intro e tuoni registrati da Kobi Farhi in India e in Israele.

Concept album e testi
- Kobi Farhi e Alon Miaskinov
- Testi aggiuntivi di Eden Rabin
- Tutti i testi in ebraico e latino (canzoni 5, 7, 11) presi dal libro della Genesi (Diluvio Universale).
- Testi in ebraico e dello Yemen (canzoni 3, 4) presi dalla poesie del rabbino Shalom Shabazi (1619 - 1720) e dal libro di preghiere ebraico "Halel" (canzone 8).